# کودی فرن
کودی فرن (به انگلیسی: Cody Fern) (زاده ۶ ژوئیه ۱۹۸۸) یک بازیگر استرالیایی است.
از کارهای معروف او می‌توان به بازی در فیلم قبایل پالوس وردس اشاره کرد.